# Río Mže
El río Mže (del alemán: Mies) es un río de Centroeuropa que es una de las fuentes del río Berounka, afluente del Moldava, en la cuenca del río Elba. En sus 107 km de curso discurre por territorio de Alemania y de la República Checa y su cuenca tiene una extensión de 1828,6 km².

## Curso fluvial
El Mže nace, con el nombre de Mies, en territorio alemán, a 730 metros de altitud, en el extremo nordeste del Alto Palatinado bávaro, concretamente en el bosque de Griesbach, que forma la parte septentrional del Bosque del Alto Palatinado, cerca de la villa de Asch, en el término municipal de Mähring, distrito de Tirschenreuth. Al inicio de su curso forma durante 2 km la frontera germano-checa y se introduce luego en territorio checo, pasando por las pequeñas ciudades de Tachov y Stříbro. Aguas arriba de la primera se encuentra la presa de Lučina (que anegó el pueblo del mismo nombre) y aguas abajo de la segunda la presa de Hracholusky. Al llegar a Pilsen el Mže se une al Radbuza para formar el Berounka, aunque hasta el siglo XVII este río se consideraba simplemente el curso inferior del Mže.

## Afluentes
El Mže recibe por la izquierda las aguas del Hamerský potok (en alemán Hammerbach), que desemboca en la aldea de Ústi nad Mži, del municipio de Kočov, y del Kosový potok o Kosí potok (en alemán Amselbach), que desemboca en la aldea de Viska, término municipal de Černošin. Su principal afluente por la derecha es el Ùhlavka (en alemán Aulowa), que desemboca aguas abajo de Stříbro.